# Krmelín
Krmelín (Duits: Kermelin) is een Tsjechische gemeente in de regio Moravië-Silezië, en maakt deel uit van het district Frýdek-Místek.
Krmelín telt 1961 inwoners (2006).
Baška ·
Bílá ·
Bocanovice ·
Brušperk ·
Bruzovice ·
Bukovec ·
Bystřice ·
Čeladná ·
Dobrá ·
Dobratice ·
Dolní Domaslavice ·
Dolní Lomná ·
Dolní Tošanovice ·
Fryčovice ·
Frýdek-Místek ·
Frýdlant nad Ostravicí ·
Hnojník ·
Horní Domaslavice ·
Horní Lomná ·
Horní Tošanovice ·
Hrádek ·
Hrčava ·
Hukvaldy ·
Jablunkov ·
Janovice ·
Kaňovice ·
Komorní Lhotka ·
Košařiska ·
Kozlovice ·
Krásná ·
Krmelín ·
Kunčice pod Ondřejníkem ·
Lhotka ·
Lučina ·
Malenovice ·
Metylovice ·
Milíkov ·
Morávka ·
Mosty u Jablunkova ·
Návsí ·
Nižní Lhoty ·
Nošovice ·
Nýdek ·
Ostravice ·
Palkovice ·
Paskov ·
Pazderna ·
Písečná ·
Písek ·
Pražmo ·
Pržno ·
Pstruží ·
Raškovice ·
Ropice ·
Řeka ·
Řepiště ·
Sedliště ·
Smilovice ·
Soběšovice ·
Staré Hamry ·
Staré Město ·
Staříč ·
Střítež ·
Sviadnov ·
Třanovice ·
Třinec ·
Vělopolí ·
Vendryně ·
Vojkovice ·
Vyšní Lhoty ·
Žabeň ·
Žermanice